# Ірдинське болото (заказник)
Ірдинське болото — гідрологічний заказник місцевого значення в Черкаському районі Черкаської області, розташований на однойменному болотному масиві.

## Опис
Заказник охоплює території Смілянського району: північно-східна околиця м. Сміли, землі КСП — 126,0 га, Смілянське лісництво ДП «Смілянське лісове господарство» — 246,9 га; Черкаського району: кв. 297—300, 303 Тясминського лісництва ДП «Черкаське лісове господарство» — 484,6 га.
Як об'єкт природно-заповідного фонду створено рішенням Черкаського облвиконкому від 28.11.1979 р. № 597.
Під охороною болотний масив-регулятор гідрологічного режиму, різноманітна рослинність. Болото належить до староруслових, на більшій частині є евтрофним. Рослинність на болоті представлена евтофними лісовими, чагарниковими, трав'яними і трав'янисто-моховими угрупованнями. Лісові болота представлені вільхою чорною, за участю осики і берези повислої, чагарниками верб з болотяним різнотрав'ям і осоками.

## Галерея

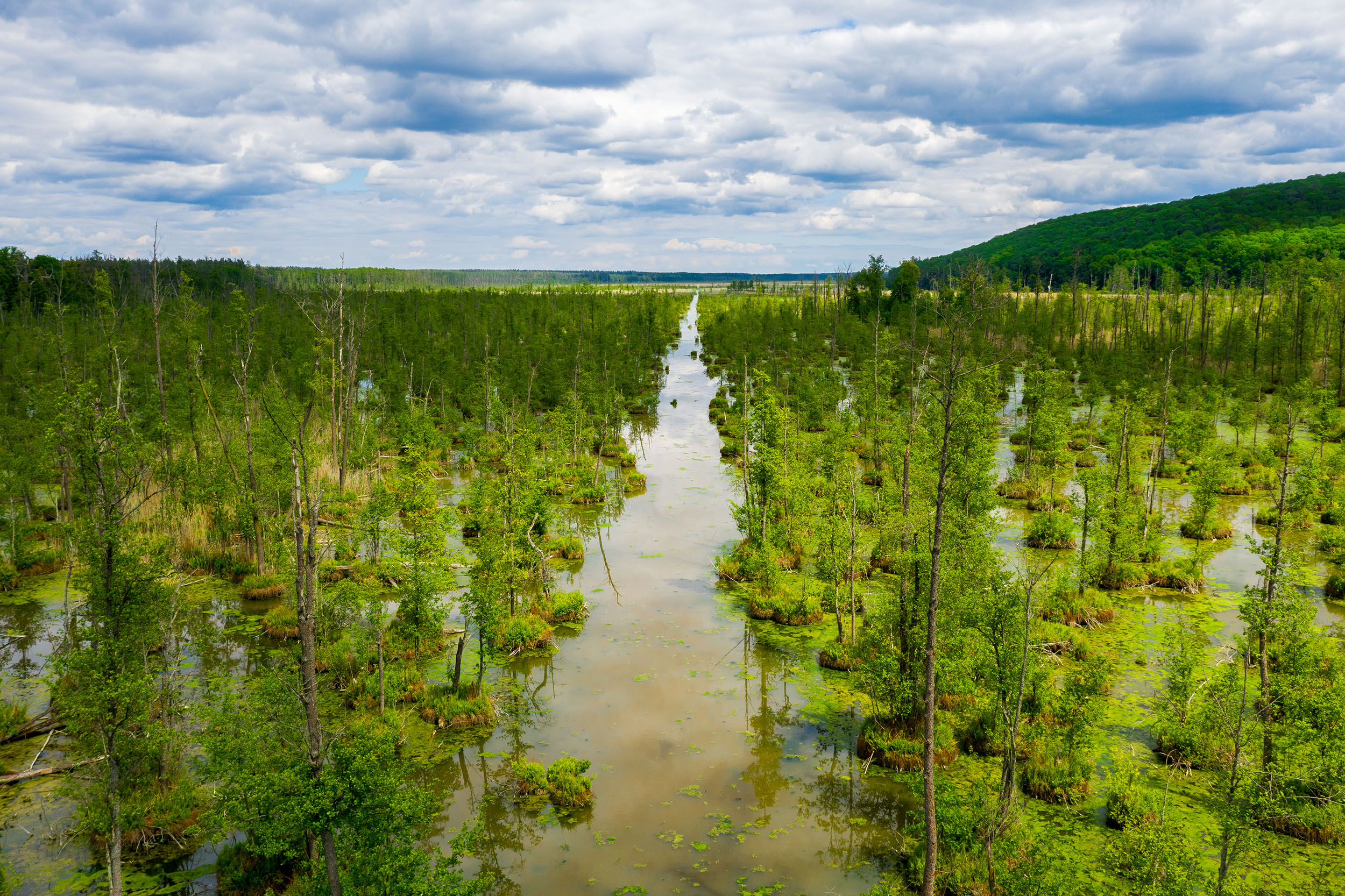
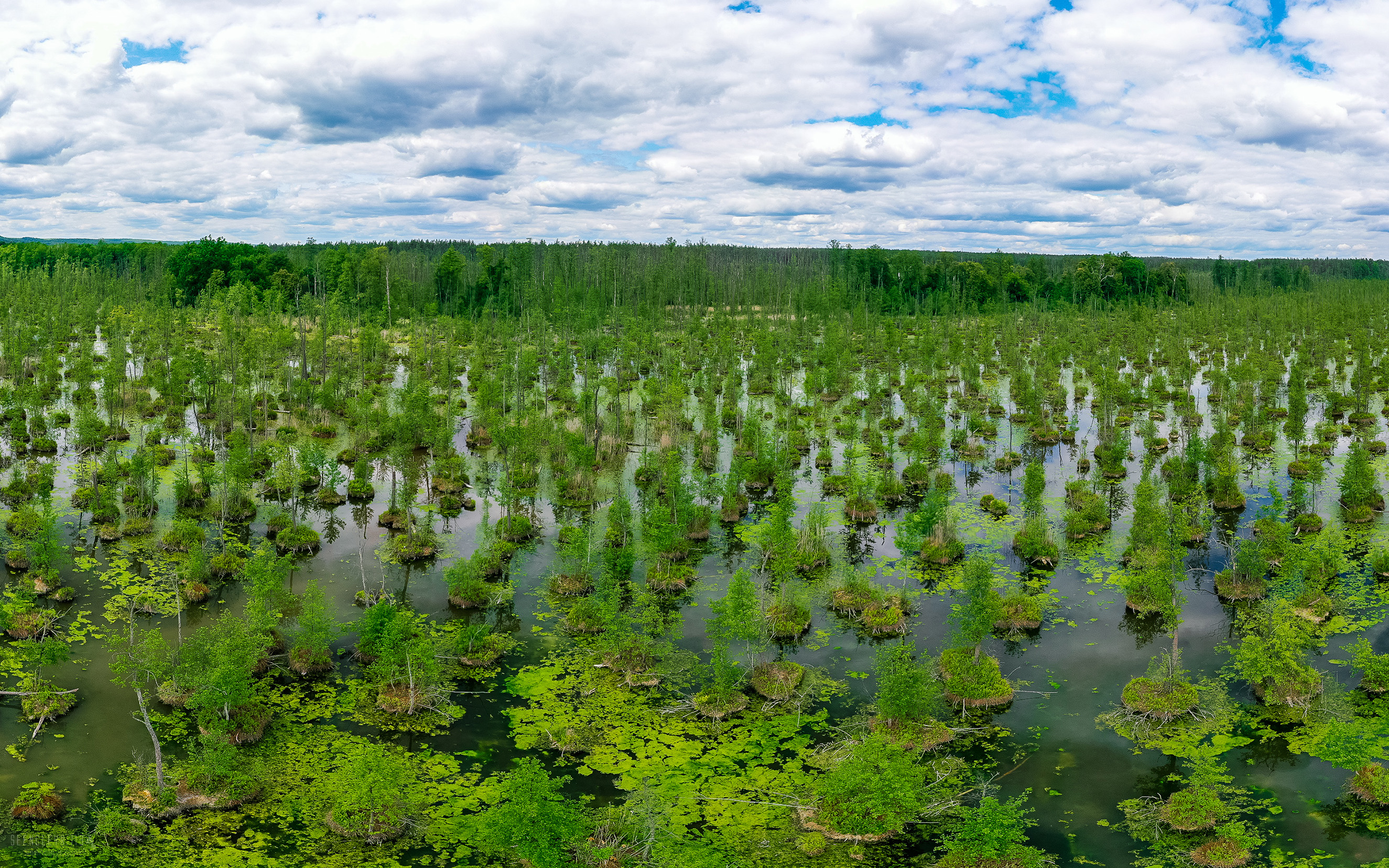
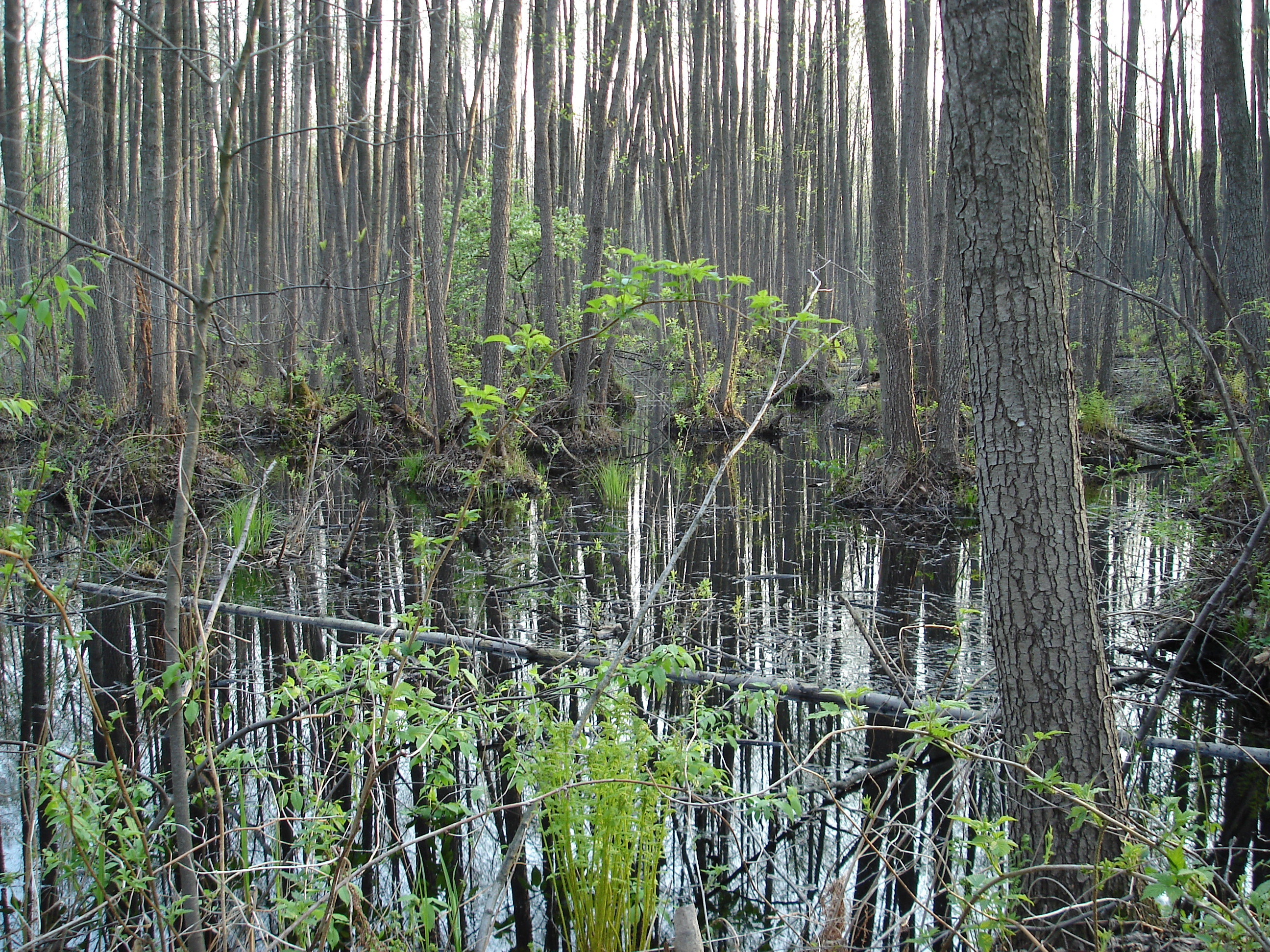
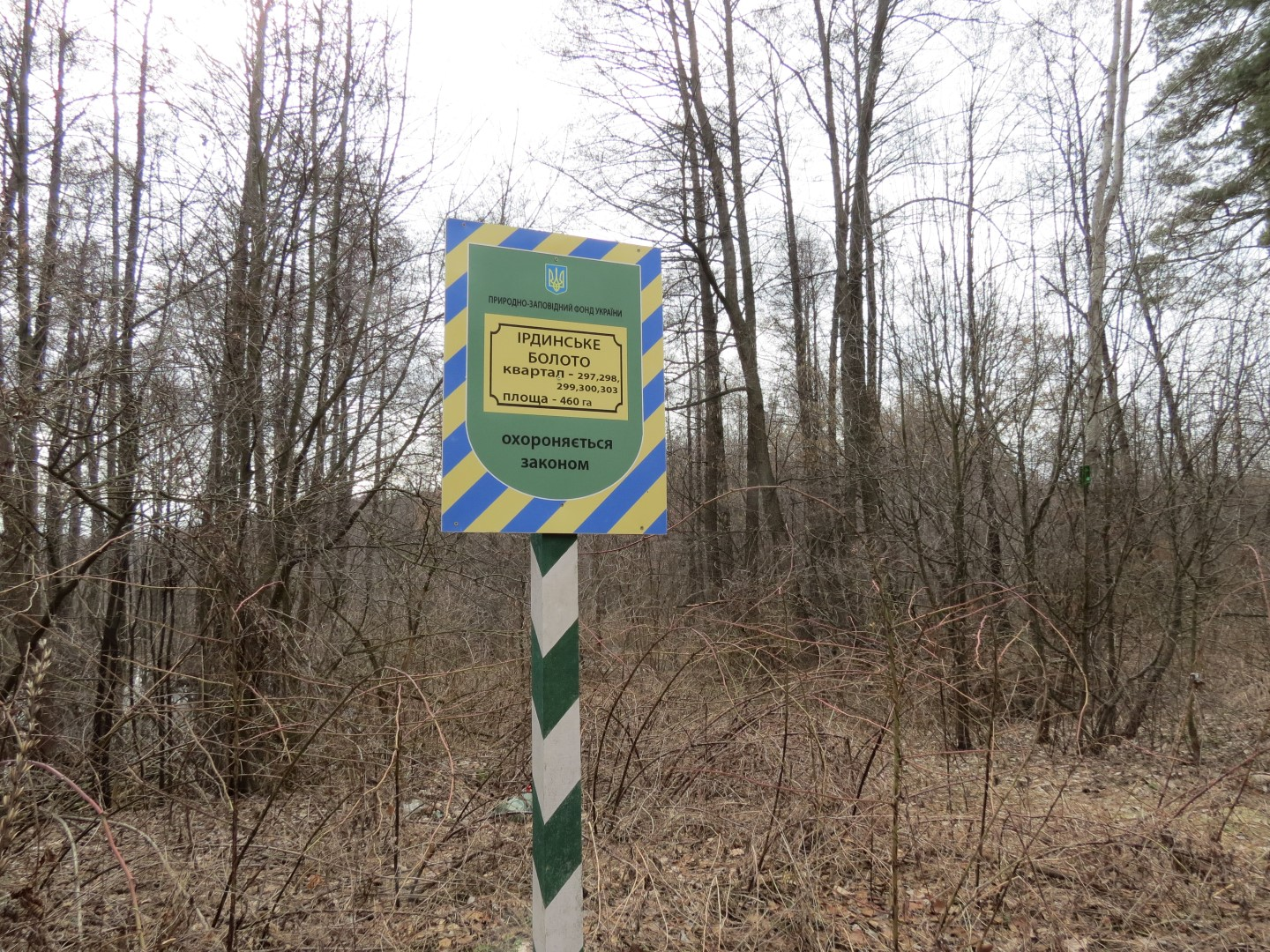
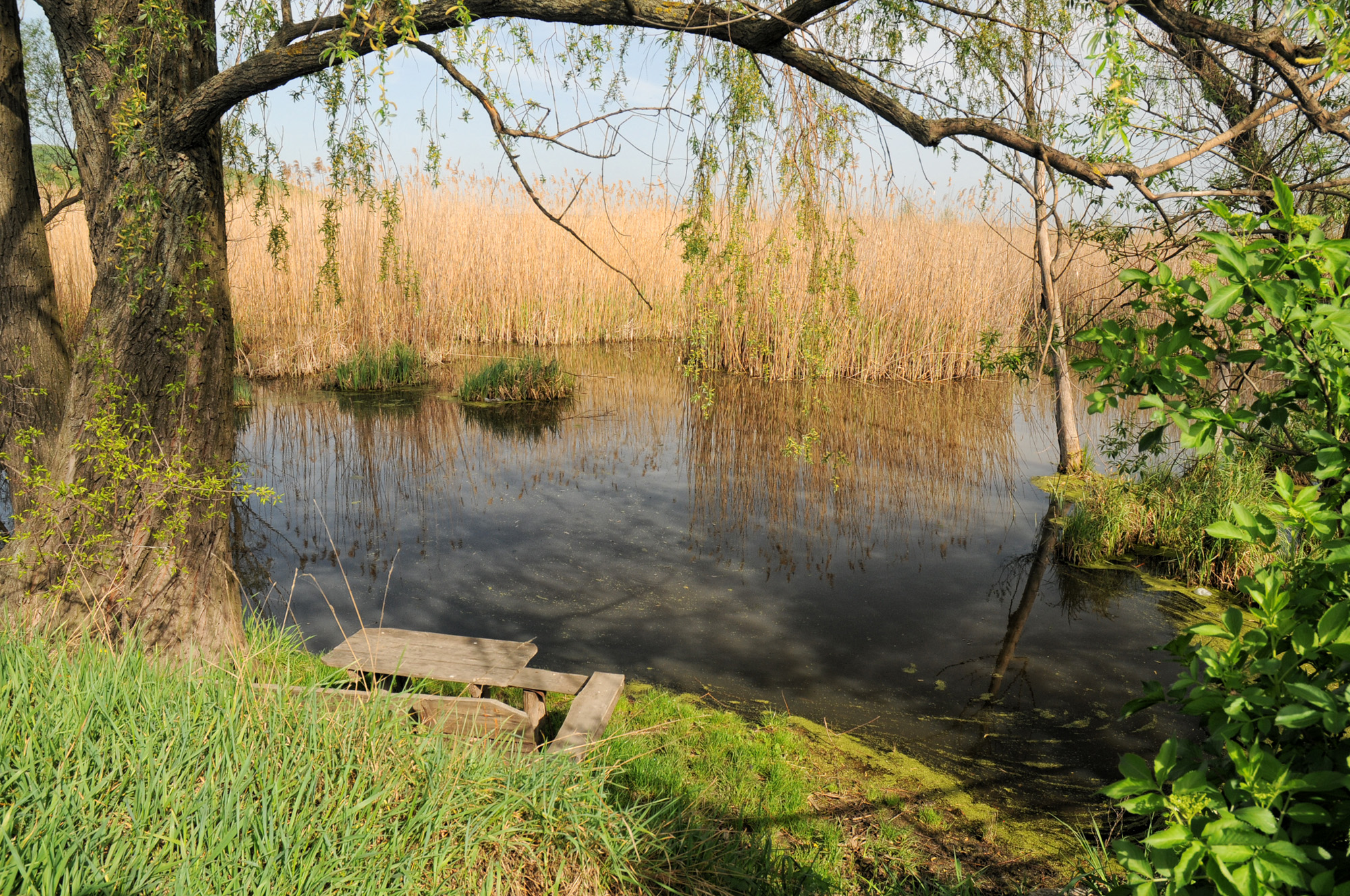
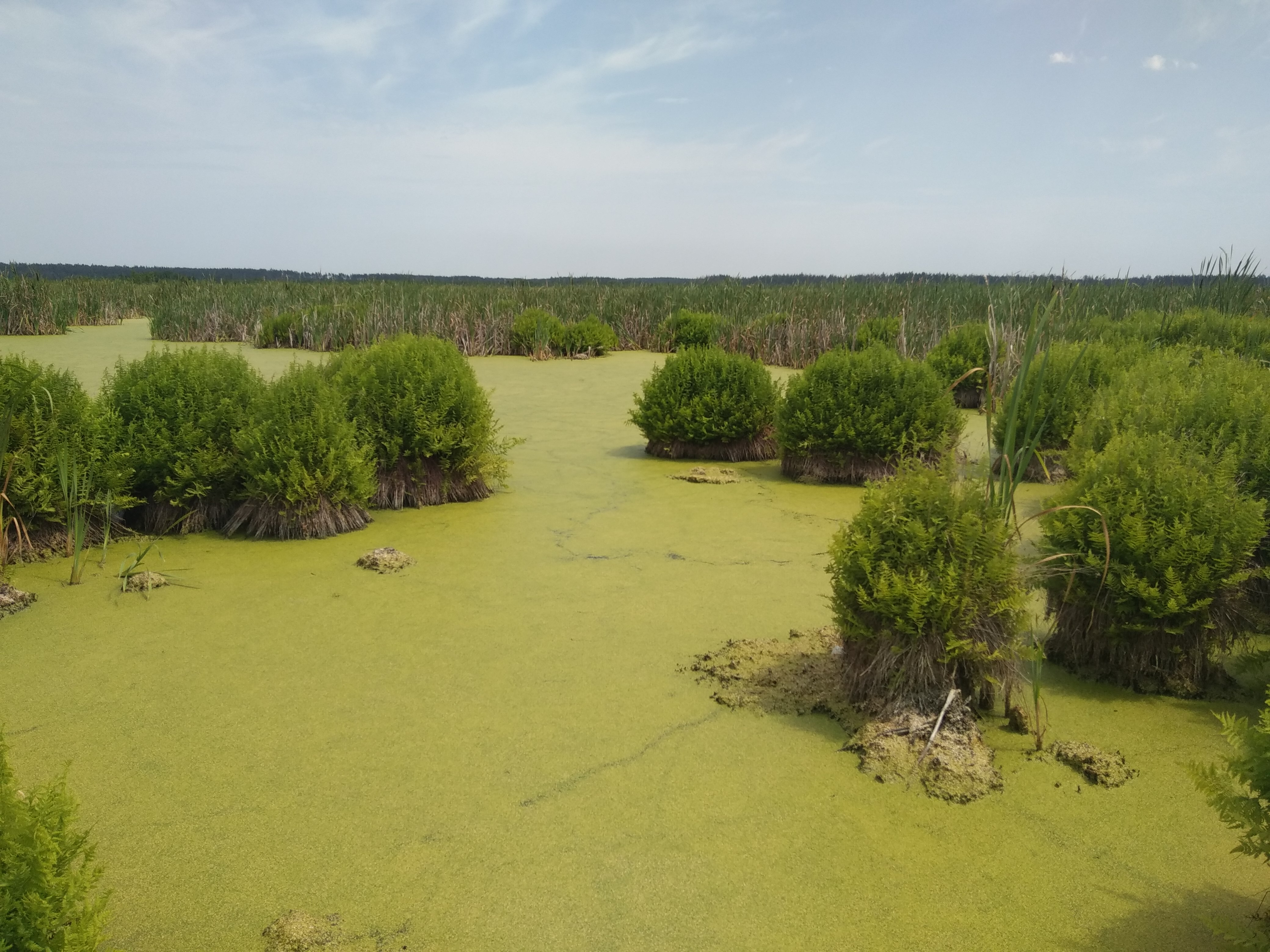
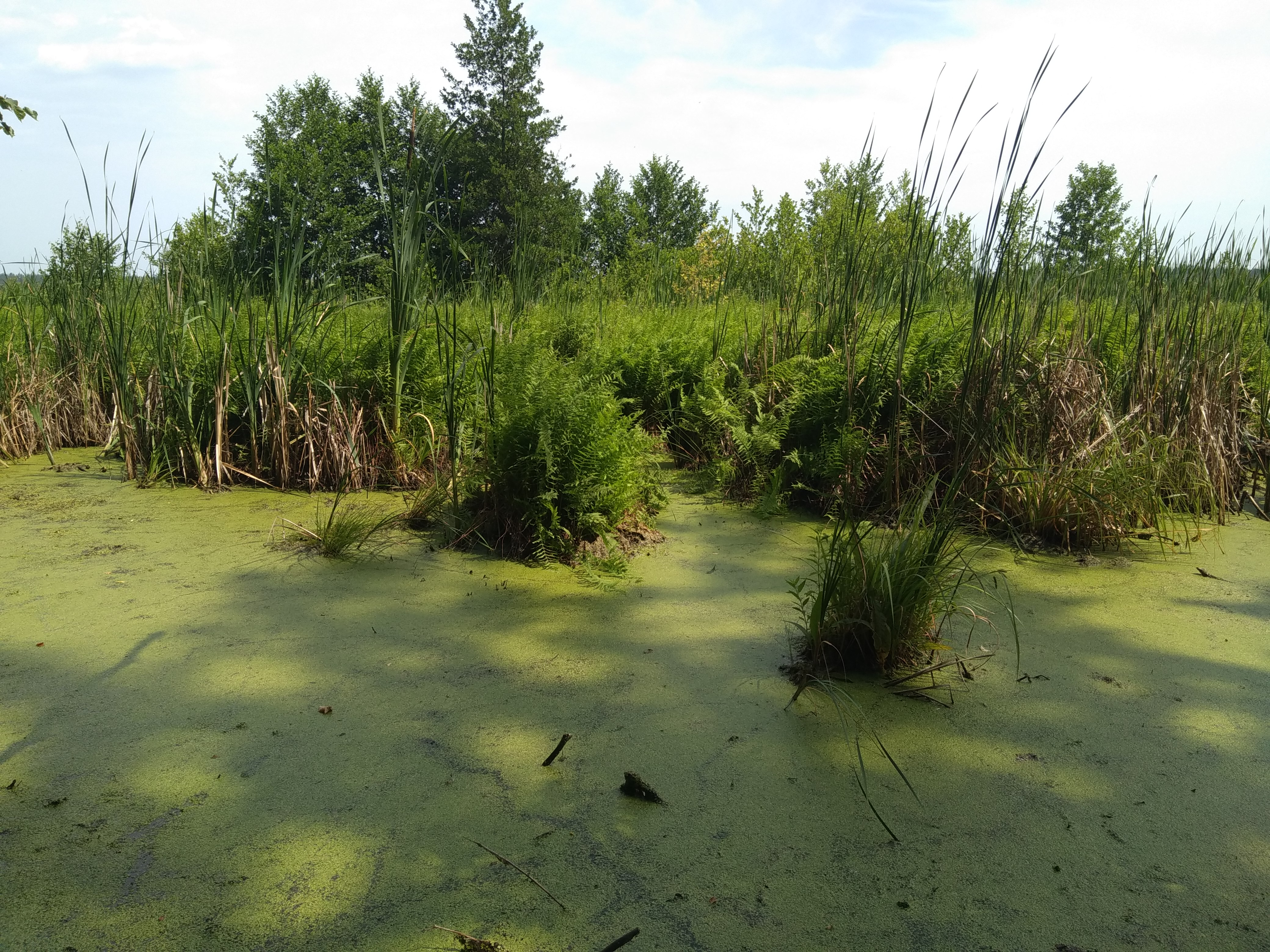
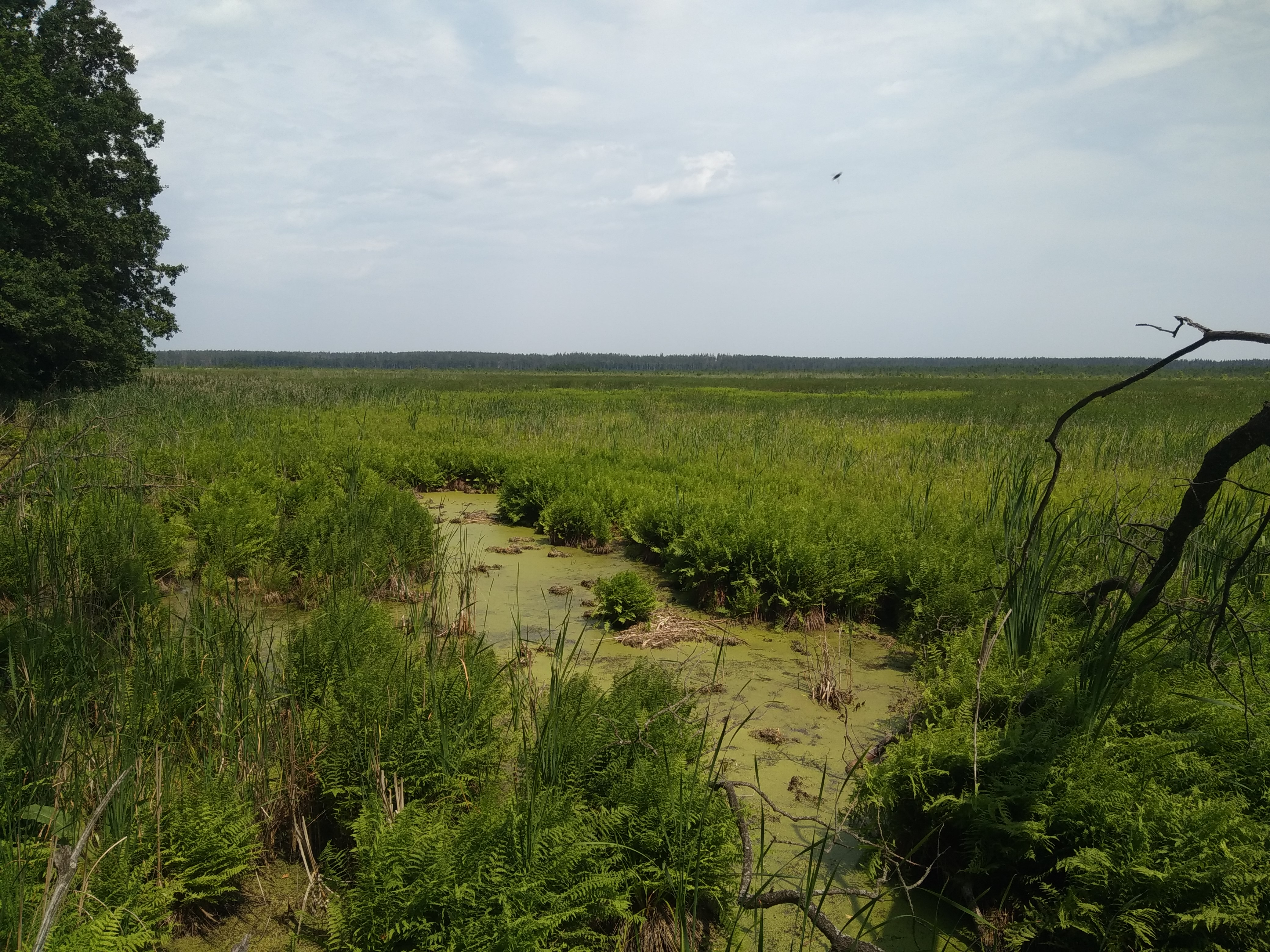